# Talsperre Janov
Die Talsperre Janov, auch Mostecká přehrada (deutsch Brüxer Talsperre), liegt am Zusammenfluss der Bäche Loupnice (11,5 km lang, entspringt am Kamenec in einer Höhe von 781 m über dem Meer) und Klíny (entspringt im Ort Klíny in einer Höhe von 765 Meer über dem Meer und ist 2 km lang) im Hammertal unterhalb von Křížatky (Kreuzweg) im Okres Most, Tschechien.

## Staumauer
Die Staumauer ist als Schwergewichtsmauer aus Bruchsteinmauerwerk konzipiert, 43 m hoch, die Krone 226 m lang und 4,5 m breit. Die Talsperre wurde nach dem Intze-Prinzip gebaut. Sie ist eines der staatlich geschützten technischen Baudenkmäler der Tschechischen Republik genauso wie die nicht weit entfernte Talsperre Komotau, die in gleicher Bauweise errichtet wurde.

## Stausee
Gestaut werden 1,65 Millionen Kubikmeter Wasser auf einer Fläche von 10 Hektar. Die Wasseroberfläche befindet sich auf einer Höhe von 448 Meter über dem Meer, die tiefste Stelle beträgt 44,5 Meter und der durchschnittliche Durchfluss 0,09 m³/s. 

## Geschichte
Die Talsperre bei Janov (Johnsdorf), ursprünglich als Talsperre der Stadt Brüx bezeichnet und  von Buchenwald umgeben, wurde in der Zeit von 1910 bis 1914 erbaut, um die prekäre Lage der Trinkwasserversorgung der Stadt Brüx zu verbessern. Gleichzeitig sollte sie die jährlichen Frühjahrsüberschwemmungen in den Tälern um Johnsdorf (Janov) verhindern.
Der Beschluss zum Bau fiel in der Gemeinderatssitzung vom 5. September 1906. Eines der größten Projekte des damaligen Österreich-Ungarn wurde zur Projektierung an den Stuttgarter Ingenieur und Professor an der Technischen Hochschule in Stuttgart, Robert Weyrauch, vergeben. Die Vorbereitungsarbeiten begannen am 21. September 1910 mit dem Roden des Waldes und dem Bau der sogenannten Talstraße von Johnsdorf (Janov) nach Einsiedl (Mníšek v Krušných horách). 1911 begannen die Bauarbeiten, an denen Betonbauer und Steinmetze aus Italien und Kroatien beteiligt waren. Der Bruchstein wurde im nahen Steinbruch abgebaut. Am 4. Mai 1912 erfolgte die Grundsteinlegung, am 5. Dezember 1913 die Vollendung der Bauarbeiten, und am 5. Januar 1914 wurde mit dem Anstauen des Wassers begonnen. Einige Monate später wurde die Filteranlage im Wasserwerk mit einem Schnellfilter und einer Ozon-Sterilisieranlage in Betrieb genommen. Es wurden 1,5 Millionen Kubikmeter Wasser jährlich aufbereitet. Die Kapazität beträgt 70 l/s. Seit ca. 2007 ist die Talsperre abgelassen, damit sie saniert werden kann. Unter anderem werden ein Kontrollgang und ein neuer Grundablass hergestellt.

## Weblinks

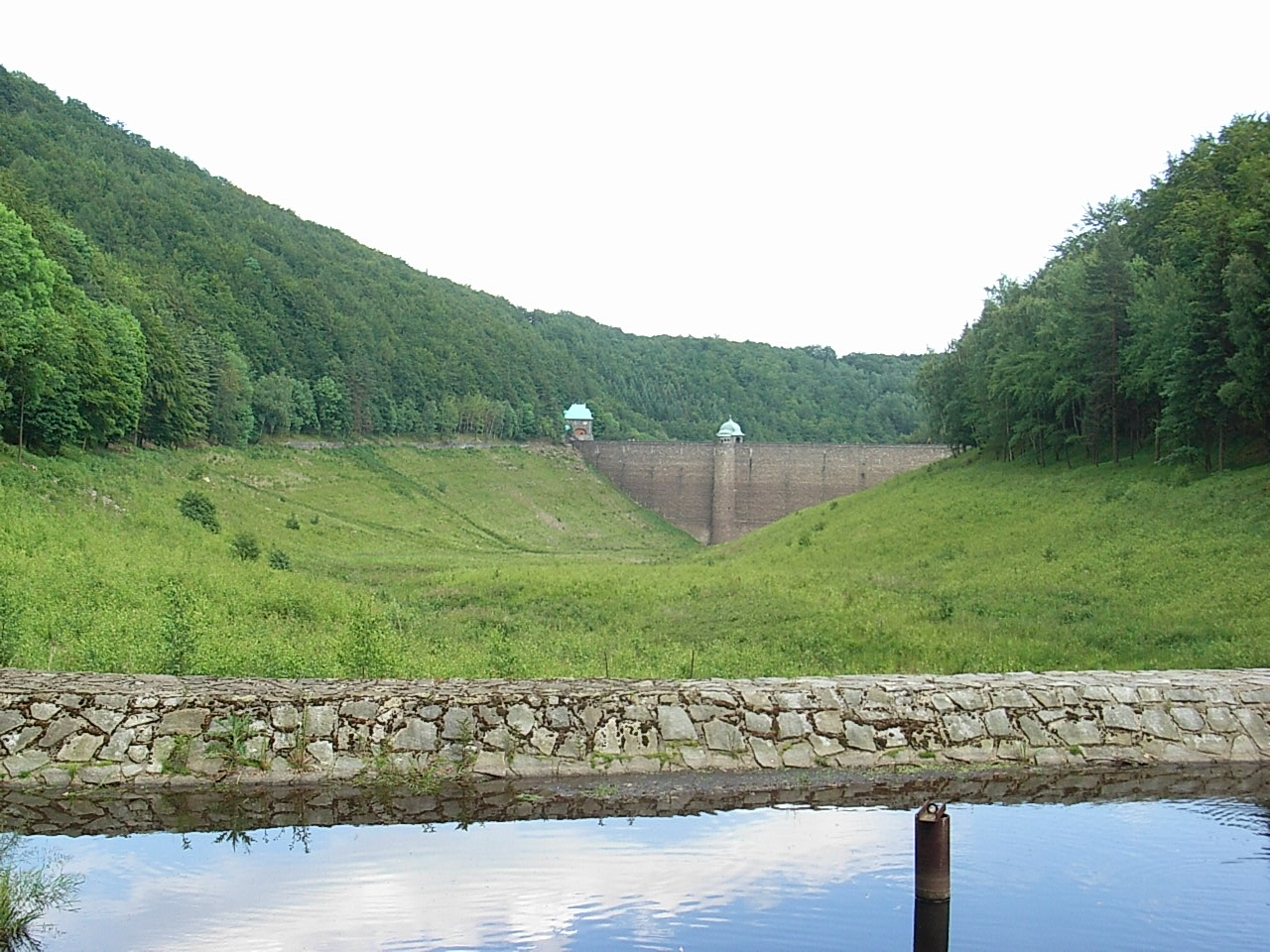
Talsperre im Jahre 2009